# Torre del Zenobito
La Torre del Zenobito és una torre genovesa situada a la punta homònima, al sud de l'illa de Capraia, a l'Arxipèlag Toscà (Itàlia). És una de les quatre torres que la República de Gènova va bastir a l'illa per defensar-la dels pirates berberescos. Deu el seu nom a un antic monestir (cenobi) proper en l'edat mitjana.
Construïda el 1545 amb pedres volcàniques de color vermell extretes de la propera cala Rossa, sota la direcció de Lorenzo de Negro, fins que emmalaltí i el va substituir el sacerdot Bacigalupo. De planta circular, consta de 3 pisos i un entresòl, amb l'entrada a mitja alçada per a una millor defensa.